# 22951 Okabekazuko
22951 Okabekazuko è un asteroide della fascia principale. Scoperto nel 1999, presenta un'orbita caratterizzata da un semiasse maggiore pari a 3,1561428 UA e da un'eccentricità di 0,1038074, inclinata di 13,72054° rispetto all'eclittica.